# عنصر اصطناعي

جدول العناصر الكيميائية؛ العناصر الاصطناعية باللون القرمزي

العنصر الاصطناعي يكون غير ثابت، وله فترة عمر نصف قصيرة للغاية، (تتراوح من كسور الملي ثانية إلى عدة ملايين من السنين) بالنسبة لعمر الأرض واحتمال وجود أي ذرة من هذه العناصر عند تكون الأرض. وتعرف هذه العناصر على الأرض فقط كناتج من المفاعلات النووية أو معجلات الجسيمات.
و كان أول عنصر اصطناعي يتم الحصول عليه هو التكنيتيوم، الذي ملأ فجوة كانت موجودة في الجدول الدوري، واكتشاف عدم وجود أي نظير ثابت للتكنيتيوم وضح أسباب عدم وجوده على الأرض. له فترة عمر نصف تبلغ 4.2 مليون سنة يعني عدم تبقي أي من هذه النظائر من وقت تكوين الأرض.
العناصر الاصطناعية تتضمن:
- أمريسيوم
- أينشتاينيوم
- بركيليوم
- بوريوم
- دارمشتاتيوم
- دوبنيوم
- رذرفورديوم
- رونتجينيوم
- سيبورغيوم
- فيرميوم
- كاليفورنيوم
- كوريوم
- لورنسيوم
- مايتنريوم
- مندليفيوم
- نبتونيوم
- نوبليوم
- هاسيوم